# Челси Рос
Челси Клод Рос (енгл. Chelcie Claude Ross; рођен 20. јуна 1942, Оклахома Сити, Оклахома), амерички је позоришни, филмски и ТВ глумац.
Најпознатији по споредним улогама у филмовима Одлучујући шут (1986), Изнад закона (1988), Пакет (1989), Прва лига (1989), Уврнуто путовање Била и Теда (1991), Последњи скаут (1991), Ниске страсти (1992), Рудију (1993), Богати Ричи (1994), Одвуци ме у пакао (2009) и Балада о Бастеру Скрагсу (2018).